# سلیم‌آباد (فراهان)
سلیم‌آباد (به ترکی : سلم آباد) روستایی در دهستان تلخاب ،بخش خنجین ،شهرستان فراهان، استان مرکزی ایران است.
بزرگترین مرکز پرورش بوقلمون در غرب کشور ایران، در این روستا وجود دارد.

## مردم
اکثر مردم سلیم آباد به شغل کشاورزی و دامداری مشغول هستند ،البته تعدادی کارگاه کوچک صنعتی نیز در این روستا مشغول به کار هستند.  زبان مردم ترکی است

### جمعیت
بر پایه سرشماری عمومی نفوس و مسکن در سال ۱۳۹۵ جمعیت این مکان ۹۹۱ نفر (۳۰۴خانوار) بوده‌است.

## موقعیت جغرافیایی
از راه های ارتباطی روستای سلیم آباد میتوان به جاده سلیم آباد خنجین اشاره کرد

روستای سلیم آباد در ارتفاع۱۹۵۲ کیلومتری از سطح دریا واقع شده‌است.
فاصله این روستا تا فرمهین ۳۳کیلومتر و تا اراک مرکز استان ۸۱کیلومتر است.
مساحت این روستا تقریبا برابر با 1.6کیلو متر مربع است

### جاذبه های گردشگری
یکی از جاذبه های گردشگری این روستا سد تفریحی گردشگری سلیم آباد است که در 2.5 کیلومتری روستا و در مرز سلیم آباد و شهر خنجین واقع شده است.
یکی دیگر از جاذبه های گردشگری روستا، قنات یوخاری گل است